# Rosenus pagosus
Rosenus pagosus är en insektsart som beskrevs av Beamer 1938. Rosenus pagosus ingår i släktet Rosenus och familjen dvärgstritar. Inga underarter finns listade i Catalogue of Life.